# Mimosybra paraspinipennis
Mimosybra paraspinipennis là một loài bọ cánh cứng trong họ Cerambycidae.